# Let's Get to It
Let's Get to It četvrti je studijski album australske pjevačice Kylie Minogue. Objavljen je 14. listopada 1991. godine u izdanju diskografskih kuća PWL i Mushroom Records.

## O albumu
Let's Get to It bio je Minoguein album koji je dospio na jedno od prvih 20 mjesta i u Ujedinjenom Kraljevstvu i u Australiji.
Snimljen tijekom ljeta 1991. godine, Let's Get To It zadnji je Minoguein album objavljen u izdanju diskografske kuće PWL. Sadrži elemente soula, dancea, housea i tehno glazbe. Minogue je napisala 6 skladbi na njemu u suradnji s Mikeom Stockom.
Objavljen u listopadu promoviran je s turnejom istog imena, Let's Get To It Tour.
Minogueina obrada pjesme "Celebration" snimljena je za ovaj album ali je odbačena i godinu dana kasnije pojavila se na kompilaciji Greatest Hits.

## Popis pjesama
Tekstovi i glazba: Kylie Minogue, Mike Stock i Pete Waterman osim gdje je naznačeno. 
| Br. | Skladba | Trajanje |
| --- | --- | -------- |
| 1.  | »Word Is Out ^« (Stock, Waterman) | 3:35     |
| 2.  | »Give Me Just a Little More Time« (Ronald Dunbar, Edyth Wayne)                                                                         | 3:08     |
| 3.  | »Too Much of a Good Thing« (sadrži isječke iz pjesme od Janet Jackson's "Control" i "Let the Beat Hit 'Em" od Lisa Lisa and Cult Jam') | 4:24     |
| 4.  | »Finer Feelings« (Stock, Waterman) | 3:54     |
| 5.  | »If You Were with Me Now« (Minogue, Stock, Keith Washington, Waterman)                                                                 | 3:11     |
| 6.  | »Let's Get to It« (Stock, Waterman) | 4:49     |
| 7.  | »Right Here, Right Now« | 3:52     |
| 8.  | »Live and Learn« | 3:15     |
| 9.  | »No World Without You« | 2:46     |
| 10. | »I Guess I Like It like That« (sadrži isječke iz "Get Ready for This" od 2 Unlimited)                                                  | 6:00     |

^ Summer Breeze 7" Edit korištena ja na australskom izdanju.

### Japansko izdanje
Japansko posebno izdanje uključivalo je i posebnu knjižicu s fotografijama s promotivnih snimanja za album Rhythm Of Love kao i nove omote i dodatni mini-disk koji sadrži sljedeće pjesme:
| Br. | Skladba                                | Japansko izdanje | Trajanje |
| --- | -------------------------------------- | ---------------- | -------- |
| 1.  | »Word Is Out« (instrumentalno)         |                  | 3:31     |
| 2.  | »What Do I Have to Do« (insrumentalno) |                  | 3:48     |
| 3.  | »Step Back in Time« (instrumentalno)   |                  | 3:30     |

Ovo izdanje više nije u prodaji i jako je traženo kod kolekcionara.

### Top ljestvice
| Top ljestvica (1991.)  | Najviša pozicija |
| ---------------------- | ---------------- |
| Australija             | 13               |
| Ujedinjeno Kraljevstvo | 15               |
| Japan                  | 37               |

## Impresum
| - Kylie Minogue – glavni vokali - Julian Gingell - klavijature - Mike Stock – klavijature, aranžer, pomoćni vokali, produkcija - Gary Barnacle - saksofon - Paul Riser - aranžer - Paul Waterman - aranžer, pomoćni inženjer, producer - Keith Washington – vokali na petoj skladbi - Lance Ellington - pozadinski vokali - Tee Green - pozadinski vokali - Phil Harding - pozadinski vokali - Carol Kenyon - pozadinski vokali - Mae McKenna - pozadinski vokali | - Leroy Osbourne - pozadinski vokali - Miriam Stockley - pozadinski vokali - Mick Wilson - pozadinski vokali - Dave Ford - mikseta - Peter Day - engineer - Gordon Dennis - inženjer - Jason Barron - pomoćni inženjer - Dean Murphy - pomoćni inženjer - Dillon Gallagher - pomoćni inženjer - Chris McDonnell - pomoćni inženjer - Les Sharma - pomoćni inženjer - Juergen Teller - fotografija |